# Castel Fusano

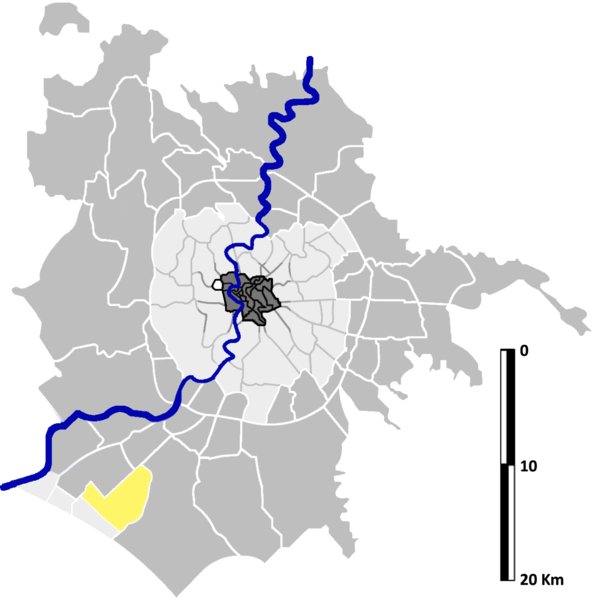
Castel Fusano ist gelb markiert

Castel Fusano heißt die 30. Zone von Rom im Bereich des Agro Romano, bezeichnet als Z.XXX, sie gehört zum Municipio X und zählt 24.215 Einwohner (2009). Sie befindet sich im Süden Roms und grenzt an die Zonen Z.XXXIV Casal Palocco, Z.XXXIII Acilia Sud, Z.XXIX Castel Porziano, Q.XXXV Lido di Castel Fusano. Sie hat ihren Namen vom Schloss Castel Fusano, ursprünglich ein Landgut der Orsini und seit 1755 bis heute im Besitz der Familie Chigi. Neben Casal Palocco ist es die einzige Zona, die nicht durch die Ringautobahn, den Tiber, das Tyrrhenische Meer oder eine Kommune begrenzt ist.

## Naturpark
Der südwestliche Teil der Zone wird vom Naturpark Pineta di Castel Fusano, der größten Grünzone im Stadtgebiet von Rom eingenommen. Er steht seit 1980 unter Naturschutz und ist seit 1996 Teil der Riserva naturale Litorale romano (Naturschutzgebiet der Küste von Rom).
Der Park ist mit der am Mittelmeer typischen Macchie bedeckt. Seit dem 18. Jahrhundert wurde das Territorium mit Pinien und Steineichen aufgeforstet.
Größere Tiere wie Hirsch, Reh, und Damhirsch sind heute verschwunden. Der Naturpark ist aber noch Heimat zahlreicher Tierarten wie Rotfuchs, Wildschwein, Stachelschwein, Dachs und Schildkröte sowie zahlreicher Vogelarten. Seit vielen Jahren wird der Park regelmäßig Opfer von schweren Brandstiftungen.
Im Park sind noch Reste der antiken Via Severiana erhalten, die als Küstenstraße Portus Romae mit Terracina verband.

## Bauwerke

### Kirchen
Die Besiedelung der Gegend erfolgte erst in den letzten Jahrzehnten. Der Name der Siedlung Infernetto (dt. kleine Hölle) erinnert noch an ehemalige Köhlereien. Besondere Sehenswürdigkeiten gibt es darum in Castel Fusano nicht. Auch die Kirchen sind neueren Datums:
- San Corbiniano, in der via Ermanno Wolf-Ferrari, im Ortsteil Infernetto. Pfarreigründung 20. Oktober 1989; Grundsteinlegung 25. Juni 2006, seit 20. November 2010 Titelkirche von Kardinal Reinhard Marx
- San Tommaso apostolo, in der via Lino Liviabella, ebenfalls in Infernetto. Pfarreigründung 19. Februar 1964
- Santa Maria dei Pellegrini e Sant’Aristide, in der via Bernardo Pasquini. Gehört zur Pfarrei San Tommaso apostolo

### Weitere Bauwerke
- Der Architekt Pier Luigi Nervi entwarf den 1950–1952 errichteten Restaurantanbau am „Kursaal“ des Lido di Roma.[2]